# Saïoua
 (octobre 2022).
Si vous disposez d'ouvrages ou d'articles de référence ou si vous connaissez des sites web de qualité traitant du thème abordé ici, merci de compléter l'article en donnant les références utiles à sa vérifiabilité et en les liant à la section « Notes et références ».
 (octobre 2022).
La mise en forme du texte ne suit pas les recommandations de Wikipédia : il faut le « wikifier ».
Les points d'amélioration suivants sont les cas les plus fréquents. Le détail des points à revoir est peut-être précisé sur la page de discussion.
- Les titres sont pré-formatés par le logiciel. Ils ne sont ni en capitales, ni en gras.
- Le texte ne doit pas être écrit en capitales (les noms de famille non plus), ni en gras, ni en italique, ni en « petit »…
- Le gras n'est utilisé que pour surligner le titre de l'article dans l'introduction, une seule fois.
- L'italique est rarement utilisé : mots en langue étrangère, titres d'œuvres, noms de bateaux, etc.
- Les citations ne sont pas en italique mais en corps de texte normal. Elles sont entourées par des guillemets français : « et ».
- Les listes à puces sont à éviter, des paragraphes rédigés étant largement préférés. Les tableaux sont à réserver à la présentation de données structurées (résultats, etc.).
- Les appels de note de bas de page (petits chiffres en exposant, introduits par l'outil «  Source ») sont à placer entre la fin de phrase et le point final[comme ça].
- Les liens internes (vers d'autres articles de Wikipédia) sont à choisir avec parcimonie. Créez des liens vers des articles approfondissant le sujet. Les termes génériques sans rapport avec le sujet sont à éviter, ainsi que les répétitions de liens vers un même terme.
- Les liens externes sont à placer uniquement dans une section « Liens externes », à la fin de l'article. Ces liens sont à choisir avec parcimonie suivant les règles définies. Si un lien sert de source à l'article, son insertion dans le texte est à faire par les notes de bas de page.
- La présentation des références doit suivre les conventions bibliographiques. Il est recommandé d'utiliser les modèles {{Ouvrage}}, {{Chapitre}}, {{Article}}, {{Lien web}} et/ou {{Bibliographie}}. Le mode d'édition visuel peut mettre en forme automatiquement les références.
- Insérer une infobox (cadre d'informations à droite) n'est pas obligatoire pour parachever la mise en page.

Pour une aide détaillée, merci de consulter Aide:Wikification.
Si vous pensez que ces points ont été résolus, vous pouvez retirer ce bandeau et améliorer la mise en forme d'un autre article.
Saïoua est une localité de l'ouest de la Côte d'Ivoire et appartenant au département d'Issia, dans la région du du haut sassandra,. La localité de Saïoua est un chef-lieu de commune. Saïoua est aussi le chef-lieu de la tribu Digbeubouo administrée coutumièrement par le chef Sahiri Zéphirin. La tribu Digbobouo comprend les villages suivants :
- Saioua-ville (Madoua-Guebia)
- Magoudigboua
- Ouandahio
- Niebelahio
- Zikibouo
- Korebouo
- Loukouahio[3].

## Historique
Le nom Saïoua viendrait de Saï, selon la tradition orale, nom d’un intrépide guerrier qui fut le fondateur d’un campement. Celui-ci s’est agrandi et est devenu un village. Les habitants de ce village qui sont les enfants de Saï ou les «Yous» en bété lui donnèrent le nom de Saïou,  aujourdhui  devenu Saïoua.

## Écoles primaires
- Groupe scolaire EPP Saïoua 1,2,3
- EPC Saint-Louis
- Municipalité 1
- Municipalité 2(Léo Lagrange)
- EPP Résidentiel

## Écoles secondaires
- Lycée Municipal de Saioua
- Collège Privé Moderne Watezo
- Collège Fontaine bleue
- Cours Secondaire Venus
- Collège Lysae
- Collège Privé Catholique
- Collège la Côte du Triomphe
- Collège derrière lysae ( à préciser)
- Collège Mont Carmel
- Collège les Experts
- Collège Terre bénie

## Quartiers
- Résidentiel
- Zoulou
- Sokourani
- dioulabougou mosquée
- Guébia 1(Chicago)
- Guebia 2(Vatican)
- Madoua (Lyon)ï

## Religion
En plus des anismistes, on retrouve plusieurs confessions religieuses dans la ville de Saïoua. Ce sont, l'Eglise Catholique, la religion Musulmane, l'Eglise Protestante, l'Eglise du Réveil, l'Eglise MIEDA, l'Eglise UEESO-CI, l'Eglise Méthodiste, l'Eglise du Christianisme Céleste, les Eglises evangéliques CMA, Torrent de Vie, Méridoniale, Assemblées de Dieu, Baptiste Oeuvre et Mission, MIE, puis Gethsémani.

## Jeunesse
La jeunesse est administrée par la faîtière des associations de jeunesses. Cette faîtière est dénommée Union de la Jeunesse Communale de Saïoua (Ujcs). L'actuel Président, depuis 2018, après le Président Séraphin Youan Bo Bi, est Armel Degre Trionf. Sous Trionf, en collaboration avec le guichet emploi-jeunes et la plateforme de services Bouaflé, à travers les programmes Pejedec et emploi jeune, plusieurs jeunes continuent de bénéficier de financement de projets individuels ou collectifs de coût variant de 500 000 fcfa à 1 000 000f cfa. D'autres ont aussi bénéficié de permis de conduire. Force est de reconnaître que malgré ces performances, d'autres défis en rapport avec le civisme, la tolérance zéro de consommation d'excitants méritent d'être relevés vivement.